# Fluid-Struktur-Kopplung
Als Fluid-Struktur-Kopplung (englisch fluid-structure interaction) wird im Ingenieurwesen die Berücksichtigung der gegenseitigen Beeinflussung von Struktur und Strömung bezeichnet. Dabei werden numerische Verfahren zur Strömungs- und Strukturberechnung miteinander gekoppelt.
Die wechselseitige Beeinflussung von Struktur und Strömung ist ein interessantes, in Natur und Technik häufig vorkommendes Phänomen. Sie tritt an elastischen, leicht verformbaren, schwingfähigen, drehbar oder verschiebbar gelagerten, umströmten oder durchströmten Strukturen auf.
Die Ablösung von Wirbeln kann die umströmte Struktur in merkliche Schwingungen versetzen. Strömungsinduzierte Schwingungen kommen z. B. an Flugzeugflügeln, an Propellerblättern, aber auch bei der Umströmung von Bauwerken vor. Sind die Schwingungen groß genug, beeinflussen sie im Gegenzug die Strömung. Weitere populäre Beispiele für eine Fluid-Struktur-Wechselwirkung sind die Strömung in Blutgefäßen oder die Umströmung von Herzklappen.

## Numerische Verfahren
Mit einer numerischen Simulation kann das reale Verhalten eines Bauteils oder einer Strömung modellhaft wiedergegeben werden. Gebräuchliche numerische Verfahren zur Strömungs- und Strukturberechnung sind das Finite-Volumen-Verfahren und die Finite-Elemente-Methode. Beiden Verfahren beruhen auf der Lösung partieller Differentialgleichungen. Das Berechnungsgebiet wird dazu mit Hilfe eines Rechengitters in einzelne Zellen unterteilt (räumliche Diskretisierung), in denen die Differentialgleichungen unter Berücksichtigung geeigneter Randbedingungen  gelöst werden. Die dabei entstehenden großen Gleichungssysteme werden direkt oder iterativ numerisch gelöst.
Die betrachteten Prozesse können stationär (zeitunabhängig) oder instationär (zeitabhängig) sein. Bei instationären Prozessen wird die Lösung an diskreten Zeitpunkten berechnet, wobei die Lösung zur aktuellen Zeit von den Lösungen zu früheren Zeitpunkten abhängt (zeitliche Diskretisierung).

## Übergabe von Randbedingungen
Für die Lösung von gekoppelten Problemen stehen prinzipiell zwei Lösungsmethoden zur Verfügung:

### Iterative Kopplung zwischen Fluid und Festkörper
Für die Fluid-Struktur-Kopplung müssen Randbedingungen zwischen den Programmen zur Strömungs- und Strukturberechnung ausgetauscht werden. Die aus der Strömung resultierenden Druckkräfte und Wandschubspannungen wirken auf die angrenzenden Wände und stellen eine Belastung für die Struktur dar. Sie werden an den Grenzflächen auf das Rechengitter der Struktur interpoliert. Die Rechengitter auf der Strömungsseite und auf der Strukturseite können unterschiedlich sein. Führen die strömungsinduzierten Kräfte zu einer Verschiebung bzw. Verformung der Struktur, geht im nächsten Berechnungsschritt die veränderte Position des Rechengitters als neue Randbedingung in die Strömungssimulation ein. Dieser Prozess wird solange iterativ durchlaufen, bis das geforderte Konvergenzkriterium bzw. die vorab festgelegte maximale Anzahl an Iterationen erreicht ist. Bei instationären Prozessen wird anschließend die Lösung zum neuen Zeitpunkt bestimmt.

### Direkte Lösung des Gesamtsystems
Neben der iterativen Kopplung werden bei starken instationären Wechselwirkungen direkte Lösungsverfahren verwendet, wobei eine einzige Lösungsmatrix für das Gesamtsystem (Fluid und Struktur) aufgestellt und gelöst wird.

## Einseitige und zweiseitige Kopplung
Eine echte, zweiseitige Fluid-Struktur-Kopplung liegt vor, wenn die Strömung durch die Strukturänderung spürbar beeinflusst wird.
Oft ist aber die Rückwirkung der Strukturänderung auf die Strömung so schwach, dass sie vernachlässigt werden kann. In diesem Fall spricht man von einer einseitigen Fluid-Struktur-Kopplung.